# Hördter Rheinaue
Die Hördter Rheinaue ist ein Naturschutzgebiet im Landkreis Germersheim im Naturraum Nördliche Oberrhein-Niederung in Rheinland-Pfalz. Sie ist ebenso als Flora-Fauna-Habitat (FFH-Gebiet) ausgewiesen.
Ein Naturschutzgebiet und ein FFH-Gebiet haben unterschiedliche rechtliche Grundlagen und Zielsetzungen, auch wenn sie sich überschneiden können.
Naturschutzgebiet:
- Basiert auf nationalem Recht (in Deutschland das Bundesnaturschutzgesetz)
- Wird von den Bundesländern ausgewiesen
- Schutz erfolgt primär wegen der besonderen Eigenart, Schönheit oder besonderen naturwissenschaftlichen Bedeutung
- Meist strengere Nutzungseinschränkungen und Betretungsverbote
- Fokus liegt oft auf dem Erhalt bestimmter Lebensräume oder Landschaftsbilder

FFH-Gebiet (Flora-Fauna-Habitat):
- Basiert auf europäischem Recht (FFH-Richtlinie der EU von 1992)
- Teil des europaweiten Schutzgebietsnetzwerks "Natura 2000"
- Schutz spezifischer Lebensraumtypen und Arten, die in den Anhängen der FFH-Richtlinie aufgelistet sind
- Ziel ist die Erhaltung oder Wiederherstellung eines "günstigen Erhaltungszustands"
- Erlaubt nachhaltige Nutzung, wenn sie mit den Schutzzielen vereinbar ist
- Verpflichtung zur regelmäßigen Berichterstattung an die EU

Bei der Hördter Rheinaue überschneiden sich beide Schutzstatus, was bedeutet, dass sowohl die nationalen als auch die europäischen Schutzbestimmungen gelten. Das FFH-Gebiet ist dabei größer ausgewiesen, dessen Gesamtfläche z. B. auch das Naturschutzgebiet Eichtal-Brand, den Altrhein Leimersheim und Altrhein Neupotz abdeckt.

## Das Naturschutzgebiet
Das Naturschutzgebiet liegt südlich der Stadt Germersheim auf dem Gebiet der Ortsgemeinden Hördt und Leimersheim sowie der ehemaligen Ortsgemeinde Sondernheim, heute Stadtteil von Germersheim.
Die Hördter Rheinauen sind das älteste und bislang zweitgrößte Naturschutzgebiet im Landkreis Germersheim. Die hier erhaltene Rheinauenlandschaft mit Altrheinen und Schluten ist Teil der größten zusammenhängenden Auwaldfläche in Rheinland-Pfalz, die landkreisübergreifend als Landschaftsschutzgebiet „Pfälzische Rheinauen“ ausgewiesen ist.
In der Hördter Rheinaue ist die Einrichtung eines Reserveraums für Extremhochwasser geplant, der bei einem über 200-jährlichen Rheinhochwasser geflutet werden soll. Um den Wald und seine Lebensräume auf künftige Überflutungen vorzubereiten, sollen ökologische Flutungen durchgeführt werden.
Das Gebiet wurde per Verordnung am 14. Dezember 1966 durch die Bezirksregierung Neustadt an der Weinstraße – heute die Struktur- und Genehmigungsdirektion Süd in Rheinland-Pfalz – als Naturschutzgebiet ausgewiesen und hat eine Fläche von 818 Hektar. Es wird unter der Schutzgebietsnummer 334008 geführt und ist in die IUCN-Kategorie IV als Biotop- und Artenschutzgebiet eingeordnet. Der CDDA-Code lautet 4399 und entspricht zugleich der WDPA-ID.

## Flora-Fauna-Habitat
Das Gebiet ist gleichzeitig Teil eines Natura 2000 und FFH-Gebietes mit der Kennung DE6816301 und einer Fläche von 2.378 Hektar.

### Flora und Fauna
In einer jüngeren Bestandsaufnahme werden für das Gebiet das Vorkommen von Kamm-Molch sowie in sehr hoher Dichte und bedeutenden Populationen die Vorkommen von Schwarzmilan, Eisvogel, Grauspecht, Mittelspecht, Kormoran und Krickente hervorgehoben.
Einige dieser Arten und weitere hier beobachtete wie beispielsweise das Blaukehlchen oder der Schwarzspecht sind Im Anhang I der Vogelschutzrichtlinie der EU (Richtlinie 2009/147/EG vom 30. November 2009) als europäische Vogelart aufgeführt, für deren Schutz besondere Maßnahmen ergriffen werden müssen.

## EU-Vogelschutzgebiet
Das Vogelschutzgebiet Hördter Rheinaue inklusive Kahnbusch und Oberscherpfer Wald (Kennung DE6816402) erstreckt sich bis nach Wörth am Rhein. Der Altrhein Wörth mit Hafen ist als eigenständiges Vogelschutzgebiet ausgewiesen, ebenso der Altrhein Leimersheim und Altrhein Neupotz.